# 8374 Horohata
8374 Horohata è un asteroide della fascia principale. Scoperto nel 1992, presenta un'orbita caratterizzata da un semiasse maggiore pari a 3,2260697 UA e da un'eccentricità di 0,1740231, inclinata di 2,92226° rispetto all'eclittica.